# Антон Борик
Антон Борик (7 липня 1894, с. Звіли, нині Воронівський район, Гродненська область, Білорусь — після 1939)  — білоруський політичний і військовий діяч. Учасник Першої світової війни. Учасник Слуцького збройного повстання. Перший офіційний посол БНР в Німеччині. 

## Біографія

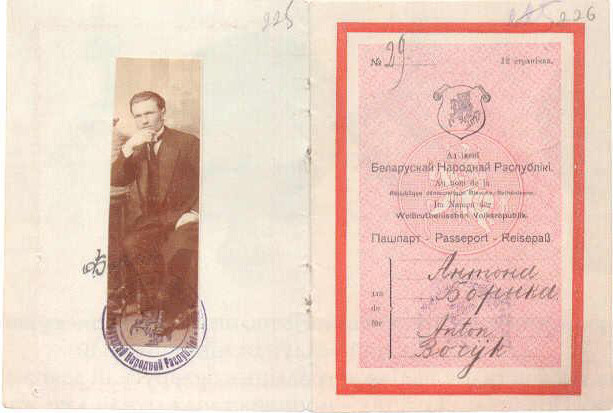
Паспорт БНР Антона Борик, 1918 рік

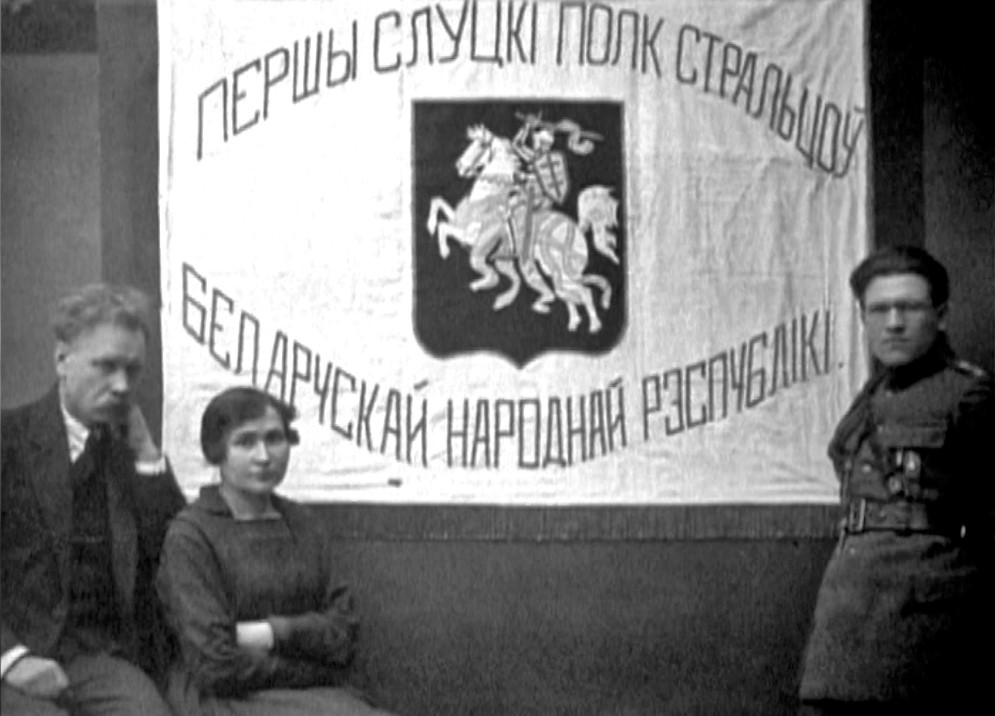
Прапор Першого Слуцького полку. Вільнюс, 1921. Леон Вітан-Дубейковський, невідома, штабс-капітан Антон Борик

З 1917 року відбував службу в польських легіонах Довбар-Мусницького. У 1918 році залишає військову службу і переїжджає до Вільно. Входить до складу Віленської білоруської ради. Він один із засновників Білоруського національного комітету в Гродно. Входить до Білоруської партії соціалістів-революціонерів.
Наприкінці кінці березня 1919 року в Гродненському клубі «Білоруська хатка» на урочистій вечері на честь білоруського уряду підняв тост: «Хай живе Білорусь з Польщею!», підтриманий деякими присутніми.
Перший офіційний посол БНР в Німеччині. 23 березня 1919 року прибув до Берліна з Гродно як керівник Білоруської військового місії у справах військовополонених. На початку квітня Борик налагодив зв'язок з Міжнародною комісією у справах військовополонених. Розпочав роботу серед білорусів-військовослужбовців. Допомагав йому в роботі генерал Кипріян Кондратович, який входив до складу делегації БНР на Паризьку мирну конференцію. 30 червня 1919 року разом з Кузьмою Черещенком організував «Відділ зближення полонених білорусів в Німеччині з рідним краєм».
Навесні 1920 року Борик знаходився в Ризі. Несподівано виявилося, що він має два паспорти: білоруський під № 29 від 29 січня 1920 року і російський під № 285 від 13 квітня 1920 року, який видала російська делегація в Берліні. Білоруси звинуватили його в зраді. Борик заявив, що не вважає себе ні білоруським, ні російським громадянином.
До літа 1920 року працює виконавчим директором берлінської фірми «Синдикат Сапеги для Європи та Азії в Білорусі», власником якої був Станіслав Лев Сапега-Воєвода, який деякий час допомагав БНР грошима. Перебуваючи в Німеччині, передавав гроші і кошти білоруським школам. В середині літа 1920 року їде з Берліна до Латвії. Після їде до Гродно на запрошення білоруських військових. Очолює загальний відділ Білоруської військової комісії в Лодзі .
В кінці листопада на чолі з Кузьмою Черещенком прибув у званні капітана з Лодзі до Семежово для участі в Слуцькому збройному повстанні (разом з ним прибули ще 3 офіцери з 12 надісланих — капітани Андрій Якубецький, Антон Сокіл-Кутиловський, поручник Тодор Янушенко). Брав участь у Слуцькому збройному повстанні, очолював штаб 1-ї Слуцької бригади. Був противником спільних дій з загонами Станіслава Булак-Балаховича. Подавав замітки про повстання в газеті «Наша думка» і «Білоруське слово».
Разом з прихильниками генерала Станіслава Булак-Балаховича — Хведащенем, Арсенієм Павлюкевичем і поручником Мацелі, Борик (можливо, змінив ставлення до Булаховича після відсторонення від посади шефа штабу Слуцької бригади), відступив з Морача, останнього опорного пункту повстанців, у Давид-Городок. Там повстанці і балаховці, які до них приєдналися, були обеззброєні поляками.
Після закінчення повстання — в Латвії, потім в Каунасі, Вільнюсі, Варшаві. В останньому був одним з організаторів Товариства білоруської школи.
Наприкінці 1930-х жив у Вільнюсі, працював в керівництві Віленської залізниці. Відомості губляться з початком Другої світової війни. Вважається, що загинув на початку 1940-х.